# Bubba Smith
Charles Aaron "Bubba" Smith (28. februar 1945 – 3. august 2011) var en amerikansk skuespiller og amerikansk fodboldspiller. Han er mest kendt for sin rolle som Moses Hightower i Politiskolen-filmene. Desuden blev han i 1988 optaget i College Football Hall of Fame.